# Austroplaca
Austroplaca is een geslacht van korstmossen behorend tot de familie Teloschistaceae. De typesoort is Austroplaca ambitiosa.

## Geslachten
Volgens Index Fungorum telt het geslacht elf soorten (peildatum januari 2023):
| Soortnaam                  | Auteur(s)                                               | Publicatiejaar |
| -------------------------- | ------------------------------------------------------- | -------------- |
| Austroplaca ambitiosa      | (Darb.) Søchting, Frödén & Arup                         | 2013           |
| Austroplaca cirrochrooides | (Vain.) Søchting, Frödén & Arup                         | 2013           |
| Austroplaca darbishirei    | (C.W. Dodge & G.E. Baker) Søchting, Frödén & Arup       | 2013           |
| Austroplaca erecta         | (Arup & H. Mayrhofer) Søchting, Frödén & Arup           | 2013           |
| Austroplaca frigida        | Søchting & Garrido-Ben.                                 | 2014           |
| Austroplaca hookeri        | (C.W. Dodge) Søchting, Frödén & Arup                    | 2013           |
| Austroplaca johnstonii     | (C.W. Dodge) Søchting, Frödén & Arup                    | 2013           |
| Austroplaca lucens         | (Nyl.) Søchting, Frödén & Arup                          | 2013           |
| Austroplaca millegrana     | (Müll. Arg.) Søchting, Frödén & Arup                    | 2013           |
| Austroplaca sibirica       | (H. Magn.) Søchting & Arup                              | 2021           |
| Austroplaca soropelta      | (E.S. Hansen, Poelt & Søchting) Søchting, Frödén & Arup | 2013           |